# 廉湘
廉 湘（ヨム・サン、朝鮮語: 염상、生没年不詳）は高麗の宰相、功臣。本貫は坡州廉氏。

## 生涯
生年はわかっていない。高麗の建国に関して功労を立て、918年（太祖元年）に開国二等功臣となり、その勲功が記録され、王から金の鉢や絹などを授かった。
940年に太祖の臨終をそばで守り、太祖の死後はその名を国内外に宣布した。没年はわかっていない。

## 登場する主な作品
- 《太祖王建》（ KBS 、 2000年〜 2002年、俳優：シム・ウチャン
- 《帝国の朝》（ KBS 、 2002年〜 2002年、俳優：ペク・インチョル